# Dolní Paseky
Dolní Paseky (németül Niederreuth) jelenleg Aš településrésze Csehországban, a Karlovy Vary-i kerület Chebi járásában. Korábban önálló község.

## Fekvése
Az Aši-kiszögellés keleti részén, a Smrčiny hegység részét képező Aši-hegyvidéken (csehül Ašská vrchovina), a Bílý Halštrov folyó mentén, Aš-tól 3 km-re keletre fekszik.

## Története
Német telepesek alapították. Első írásos említése 1315-ből származik, ekkor a Notthafft-család birtoka. Később a Reitzenstein-család, s a 15. században a Zedtwitz-család birtokába került. A történelmi források által említett Zedtwitz-épület, miután lakói elhagyták, az évszázadok folyamán teljesen tönkrement, ma már nyomai sincsenek. Ásványvíz-forrásának vegyelemzését Christian Geipel aschi gyáros végeztette el 1870-ben. A forrás egykori faépületét 1930-ban téglaépület váltotta fel. Lakosságának számottevő csökkenése 1945-ben, német nemzetiségű lakosságának kitelepítése által következett be. A település nevét 1947-ben Dolní Reuth-ról Dolní Paseky-re változtatták.

## Nevezetességek
- Némely régi lakóháza az Aš-vidék népi építészetének jellegzetes vonásait viseli.
- Az első világháború hősi halottainak emlékműve 1931-ből.
- Emlékhely a temetőben. 1889-ben alapított temetőjét a németek kitoloncolását követően feldúlták, sírköveit eltávolították, tönkretették. A település egykori német lakói illetve azok leszármazottai 1994 és 1996 között emlékhelyet hoztak létre a temetőben. A félkörívben elhelyezett, megmentett, helyreállított síremlékek egy újonnan felállított emlékművet öveznek, melynek felirata: „Ezen emlékmű ébressze fel mindazok lelkiismeretét, kik Istenbe vetett hitüket és az emberek iránti tiszteletüket elveszítették, figyelmeztesse a jövendő nemzedéket és legyen mindazok reménysége, kik a csehek és a németek közötti békés szomszédság, történelmi igazság és igazságosság munkálkodói.”
- Kőkereszt.
- Ásványvíz-forrás.
- A község egykori iskolájának 1839-ben épített épülete.
- A nyaralóházakkal övezett Bílý Halštrov vízduzzasztó.

## Lakossága
| Év            | 1850 | 1930 | 1947 | 1961 | 1970 | 2001 |
| ------------- | ---- | ---- | ---- | ---- | ---- | ---- |
| Lakosok száma | 591  | 578  | 210  | 101  | 64   | 39   |

## Képtár

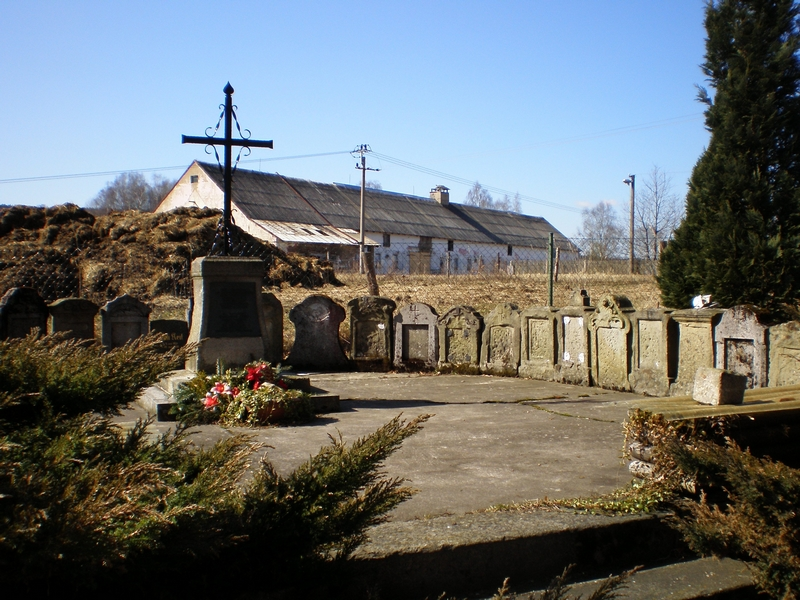
Német emlékhely a temetőben.
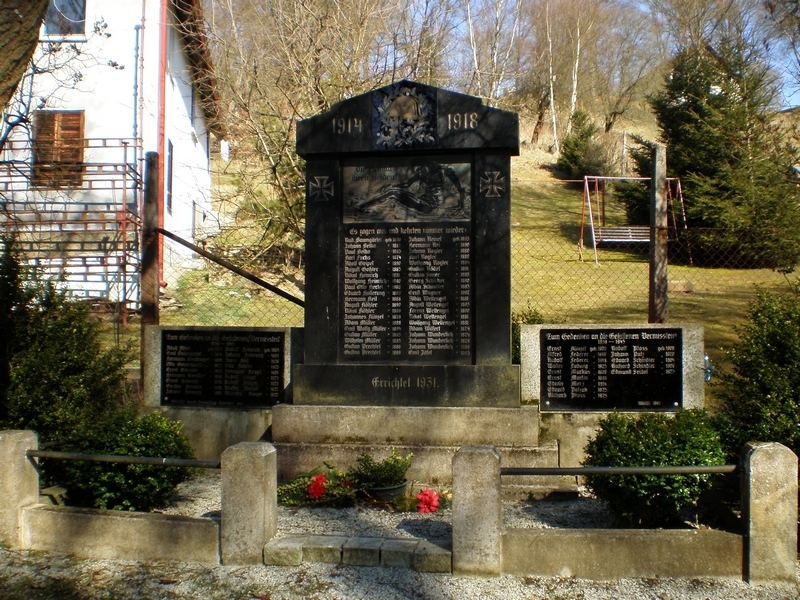
Az I. világháború hősi halottainak emlékműve.
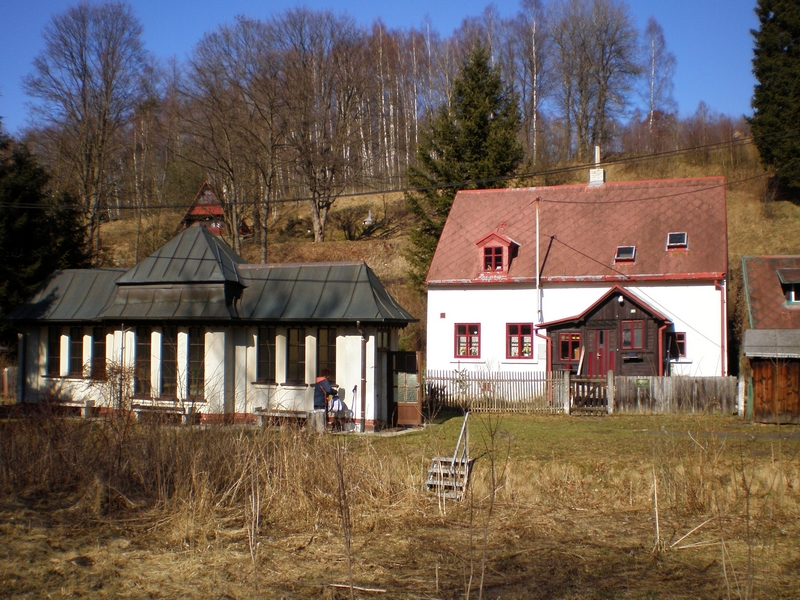
Az ásványvíz-forrás pavilonja.

## Fordítás
- Ez a szócikk részben vagy egészben a Dolní Paseky című cseh Wikipédia-szócikk ezen változatának fordításán alapul.  Az eredeti cikk szerkesztőit annak laptörténete sorolja fel. Ez a jelzés csupán a megfogalmazás eredetét és a szerzői jogokat jelzi, nem szolgál a cikkben szereplő információk forrásmegjelöléseként.